# Clara (Schauspielerin)
Clara (wirklicher Name: Lee Sung-min; * 15. Januar 1985 oder 1986 in Bern, Schweiz) ist eine britische Schauspielerin, die in Südkorea aktiv ist. Sie ist die Tochter des Sängers Lee Seung-kyu, der Mitglied der südkoreanischen Band Koreana war.

## Leben
Bis 2012 nutzte sie ihren Geburtsnamen, doch 2012 wählte sie den Künstlernamen Clara, da Sung-min zu „männlich“ klinge.
2014 veröffentlichte sie den Song Gwiyomi Song 2, der an den populären Gwiyomi Song angelehnt ist. Außerdem wurde sie 2014 von den Lesern des Mode Lifestyle Magazine zur zweithübschesten Frau der Welt gewählt.

## Filmografie

### Filme
- 2009: Five Senses of Eros (오감도 O Gamdo)
- 2013: Ask This of Rikyu (利休にたずねよ Rikyu ni Tazuneyo)
- 2015: Casa Amor: Exclusive for Ladies (워킹걸 Wokinggeol)
- 2018: Fat Buddies (chinesisch 胖子行动队)

### Fernsehserien
- 2006: Invisible Man, Choi Jang-soo (투명인간 최장수 Tumyeongingan Choe Jang-su, KBS2)
- 2006: High Kick! (거침없이 하이킥 Geochimeopsi Haikik, MBC)
- 2009: Tae-hee, Hye-kyo, Ji-hyun (태희혜교지현이, MBC)
- 2009: Creating Destiny (인연 만들기 Inyeon Mandeulgi, MBC)
- 2010: A Good Day for the Wind to Blow (바람 불어 좋은 날 Baram Bureo Joeun Nal, KBS)
- 2011: Baby Faced Beauty (동안미녀 Dongan Minyeo, KBS2)
- 2012: Take Care of Us, Captain (부탁해요 캡틴 Butakhaeyo Kaeptin, SBS)
- 2012: Tasty Life (맛있는 인생 Masitneun Insaeng, SBS)
- 2013: Goddess of Marriage (결혼의 여신 Gyeolhon-ui Yeosin, SBS)
- 2014: Emergency Couple (응급남녀 Eunggeup Namnyeo, tvN)
- 2014: Fated to Love You (운명처럼 널 사랑해 Unmyeong-cheoreom Neol Saranghae, Cameo-Auftritt Folge 1, MBC)